# Faissault
Faissault település Franciaországban, Ardennes megyében. Lakosainak száma 257 fő (2022. január 1.). Faissault Corny-Machéroménil, Neuvizy, Novion-Porcien, Puiseux, Saulces-Monclin és Viel-Saint-Remy községekkel határos.

## Népesség
A település népességének változása:
| Lakosok száma | 172  | 178  | 207  | 198  | 238  | 246  | 251  | 255  | 260  | 257  |
|               | 1968 | 1982 | 1990 | 2006 | 2013 | 2015 | 2017 | 2019 | 2020 | 2022 |